# Laureano Atanes
Laureano Atanes Venegas (ur. 10 września 1971 w Barakaldo) – hiszpański zapaśnik walczący w stylu wolnym. Olimpijczyk z Barcelony 1992, gdzie zajął jedenaste miejsce w kategorii 52 kg. Jedenasty na mistrzostwach świata w 1994. Siódmy na mistrzostwach Europy w 1991. Brązowy medalista igrzysk śródziemnomorskich w 1991; czwarty w 1993 i piąty w 2005 roku.
- Turniej w Barcelonie 1992

Przegrał z Rumunem Constantinem Corduneanu i Kimem Seon-hakiem z Korei Południowej.